# 서울구로우체국
서울구로우체국(서울九老郵遞局)은 대한민국 서울특별시 구로구 오류동에 있는 과학기술정보통신부 우정사업본부 서울지방우정청 소속의 우체국이다.
본래 서울구로우체국의 전신은 지금의 서울금천우체국으로, 구로구에서 금천구가 분구되어 기존 우체국이 금천구에 소속되면서 2000년 5월 1일에 서울구로우체국에서 서울금천우체국으로 명칭을 변경한 것이다. 이 때문에 구로구 지역에는 2000년 이후 우체국이 없었다가 2017년 1월 1일 서울구로우체국을 새로 개국하게 되면서 17년만에 부활하게 되었다. 새로 개국한 서울구로우체국은 대지 4025m2, 연면적 1만1960m2로 지하 2층, 지상 4층의 규모로 건축되었다.

## 연혁
- 2017년 1월 1일: 서울구로우체국 개국 및 관인 등록[2]
- 2017년 1월 2일: 구로, 금천 지역 배달국을 서울구로우체국으로 관할구역 변경[3]

| 배달국         | 배달구역                     | 구역번호                    |
| -------------- | ---------------------------- | --------------------------- |
| 서울구로우체국 | 구로구 전지역, 금천구 전지역 | 08200 ~ 08395 08500 ~ 08657 |

- 2020년 10월 26일 : 남서울한양아파트우편취급국 폐국[4]
- 2021년 1월 4일 : 서울독산1동우편취급국 폐국[5]
- 2021년 9월 27일 : 서울고척1동우편취급국을 구로구 중앙로3길 53, 동국종합상가 B동 103호에서 101호 로 이전[6]

## 관할 우체국
| 우체국명                   | 사진 | 주소                                                                    | 비고                                             |
| -------------------------- | ---- | ----------------------------------------------------------------------- | ------------------------------------------------ |
| 개봉2동우편취급국          |      | 서울특별시 구로구 개봉로 59 (개봉동)                                    |                                                  |
| 남서울한양우편취급국       |      | 서울특별시 금천구 시흥대로39길 16(시흥동)                               | 2020년 10월 26일 폐국                            |
| 서울가산동우체국           |      | 서울특별시 금천구 남부순환로 1288(가산동)                               |                                                  |
| 서울가산디지털우체국       |      | 서울특별시 금천구 가산디지털로 2로 108(가산동)                          |                                                  |
| 서울고척1동우편취급국      |      | 서울특별시 구로구 중앙로3길 53, 동국종합상가 B동 101호 (고척동)         | 2021년 9월 27일 현위치로 이전                    |
| 서울고척2동우편취급국      |      | 서울특별시 구로구 경인로33길 96 (고척동)                                |                                                  |
| 서울고척동우체국           |      | 서울특별시 구로구 중앙로 76 (고척동)                                    |                                                  |
| 서울구로1동우체국          |      | 서울특별시 구로구 구일로 64 (구로동)                                    |                                                  |
| 서울구로4동우체국          |      | 서울특별시 구로구 구로동로 130-2 (구로동)                               |                                                  |
| 서울구로5동우편취급국      |      | 서울특별시 구로구 공원로 71 (구로동)                                    |                                                  |
| 서울구로디지털단지우체국   |      | 서울특별시 구로구 디지털로26길 144 (구로동)                             |                                                  |
| 서울구로역전우편취급국     |      | 서울특별시 구로구 경인로53길 15                                         |                                                  |
| 서울구로유통단지우편취급국 |      | 서울특별시 구로구 경인로53길 15(구로동)                                 | 2014년 10월 25일 폐국                            |
| 서울구로현대우편취급국     |      | 서울특별시 구로구 공원로 3(구로동)                                      | 2014년 10월 24일 폐국                            |
| 서울궁동우편취급국         |      | 서울특별시 구로구 부일로 951 (궁동)                                     |                                                  |
| 서울독산1동우편취급국      |      | 서울특별시 금천구 범안로 15길 4(독산동)                                 | 2021년 1월 4일 폐국                              |
| 서울금천우체국             |      | 서울 금천구 시흥대로 410 (독산동)                                       |                                                  |
| 서울동구로우체국           |      | 서울특별시 구로구 구로중앙로18길 5 (구로동)                             | 2008년 8월 2일 서울구로6동우체국에서 명칭 변경   |
| 서울신도림우체국           |      | 서울특별시 구로구 경인로67길 23 2층 207호 (신도림동, 신도림2차푸르지오) |                                                  |
| 서울시흥1동우체국          |      | 서울특별시 금천구 독산로 123(시흥동)                                    | 2008년 3월 29일 서울시흥본동우체국에서 명칭 변경 |
| 서울시흥2동우편취급소      |      | 서울특별시 금천구 시흥5동 271-10                                        | 2002년 2월 10일 폐국                             |
| 서울시흥3동우편취급국      |      | 서울특별시 금천구 시흥대로 77(시흥동)                                   |                                                  |
| 서울시흥동우체국           |      | 서울특별시 금천구 시흥대로 217(시흥동)                                  |                                                  |
| 서울오류동우체국           |      | 서울특별시 구로구 경인로 227 (오류동)                                   |                                                  |
| 서울오류역전우편취급국     |      | 서울특별시 구로구 경인로20길 13 (오류동)                                |                                                  |
| 성공회대학교우편취급국     |      | 서울특별시 구로구 연동로 320 (항동)                                     | 2001년 7월 2일 신설                              |